# De Div
De Div was een Nederlandse newwaveband uit Delft. Kenmerkend was het strakke, hoekige geluid en het gebruik van Nederlandstalige teksten. In 1986 werd er overgeschakeld naar Engelstalige teksten en de naam ingekort tot Div. 
In 1990 hield de band op te bestaan.

## Biografie
Eind 1979 ontstond uit een aantal optredens van een experimentele groep De Div. De basisbezetting bestond uit Art Zaaijer (zang, saxofoon), Marc de Reus (basgitaar), Niek van Slobbe (gitaar, synthesizer), Rob Dingemans (gitaar) en Peter de Wolf (drums). In 1981 verscheen het debuut Stap Voor Stap op maxi-single bij het Delftse undergound-label Plexus. De productie werd verzorgd door Dick Polak. Een jaar later kwam het album Europa Is Hier uit en heeft de band een uniek eigen geluid ontwikkeld. Staccato drums en strakke baspartijen worden omlijst door hoekige gitaar-duels tussen Van Slobbe en Dingemans. De flarden tekst hebben een sterke ritmiek en lijken een abstracte taal in klank, in tegenstelling tot reguliere songteksten. Tijdens deze periode begon de groep ook live een behoorlijke reputatie op te bouwen wat resulteert in aandacht van verschillende media als radio en tv (VARA, VPRO).
In 1983 verscheen de cassette Pasodoble met live-opnamen en een aantal experimentele nummers. Hierop zijn bijdragen te vinden van Frank Klunhaar (tevens producer van albums van o.a. Tent, MAM (voorheen Sammie America's Mam), What Fun? en Lancee) en Maarten de Reus.
TC Matic-gitarist Jean-Marie Aerts bood aan de volgende lp te produceren en de band vertrok daartoe naar Brussel. Dit resulteerde in het album Open Zee uit 1984.  
Hetzelfde jaar verliet drummer Peter de Wolf de band en werd hij vervangen door Michel Schoots, die later bekend zou worden met de groep Urban Dance Squad. Tijdens de opname-sessies in 1985 voor het album In Front verliet Rob Dingemans de band. Er werd gezocht naar een vervanger maar tevergeefs. Gitarist Van Slobbe verklaarde te veel vergroeid te zijn met Dingemans’ gitaarspel en het verschil in groepsgeluid is merkbaar. Ter compensatie van het gemis in de gelaagdheid van de gitaarpartijen legde de band als geheel meer nadruk op accenten en strakke ritmiek.
Op Transglobal verscheen in 1986 de single Take Me To Your Heart. Het is een Engelstalige versie van het nummer Hart dat eerder verscheen op de lp In Front. Door het besluit alleen nog Engelstalige teksten te gebruiken werd het werkveld uitgebreid naar een internationale markt. Tijdens deze periode werd de groepsnaam ingekort tot Div. Hetzelfde jaar verscheen de lp Twist & Turn op Emergo, gevolgd door een tour in Scandinavië. 
De zoektocht naar een nieuw geluid vereiste een andere aanpak en uit een reeks jamsessies ontstond Sex Sex Sex. Op Torso kwam het nummer zowel op single als maxisingle uit. 
In 1990 verscheen het album Jam maar het kreeg weinig aandacht in de media. Het bleek hun laatste wapenfeit. De band zat creatief gezien op een dood spoor en nog hetzelfde jaar werd besloten de groep te ontbinden.